# Мастер леса
Мастер леса — это штатный сотрудник лесничества (лесное хозяйство).

## История
В Российской империи часть леса называемая объездом, поручалась надзору объездчика (лесной объездчик), под наблюдением которого находились от трёх до 8 лесников, охраняющих обходы. А величина объездов и обходов колебалась в чрезвычайно широких пределах:
- в дачах с хорошо поставленным хозяйством она не должна была превышать 500 — 1 500 десятин для объезда и 200 — 400 десятин для обхода.

А объездчики лесных команд в Новороссии в отношении обязанных рабочих приравнивались к фельдфебелям.
Должность мастер леса имеет свою историю. Так, с принятием Лесного кодекса РСФСР, в 1923 году, в государственном лесном фонде в составе лесничеств были организованы объезды, возглавляемые объездчиками. За ними закреплялась верховая лошадь, они объезжали (контролировали) свой участок (объезд). В 1929 году произошло слияние лесного хозяйства и лесной промышленности, и должность объездчика была заменена на должность лесного техника (техника лесохозяйственного участка), а затем — на должность мастер леса. На данный момент не во всех лесничествах и лесхозах государства существуют такие должности. Связано это с разделением лесхозов на лесничества и лесхозы, согласно новому лесному кодексу, после вступления которого в силу произошло полное сокращение этих должностей. На данный момент все лесовосстановительные и противопожарные работы в лесу выполняют лесхозы, а функции надзора и контроля за использованием лесных ресурсов выполняют лесничества.

## Обязанности
За мастером леса закрепляется участок лесного фонда, в который, как правило, входят два — три обхода. Мастер леса руководит работой тех лесников, обходы которых входят в его участок, инструктирует их по вопросам лесопользования, проведения противопожарных, лесокультурных, лесозащитных и других лесохозяйственных мероприятий и осуществляет контроль за исполнением лесниками своих должностных обязанностей; проводит разъяснительную работу среди населения по вопросам охраны, защиты лесов и порядка пользования и восстановления лесов; проверяет соблюдение лесопользователями лесного законодательства и выполнение договорных обязательств; составляет протоколы о выявленных нарушениях лесного законодательства; принимает меры по предупреждению и тушению лесных пожаров; руководит работами по лесоразведению, отводу лесосеки и площадей под сенокошение, пастбищные угодья, побочное лесопользование; участвует в ревизиях обходов и выполняет по указанию лесничего другие работы. Мастер леса одновременно по должности является государственным инспектором и выполняет соответствующие функции в пределах своего мастерского участка.